# Wivi Lönn
Olivia Mathilda Lönn, geralmente conhecida como Wivi Lönn (Tampere, 20 de maio de 1872-Helsínquia, 27 de dezembro de 1966), foi uma arquiteta finlandesa. Foi a primeira mulher a quem outorgou-se o título honorário de «professor» pela Associação Finlandesa de Arquitetos.

## Vida inicial e educação
Olivia Mathilda Lönn nasceu no povoamento de Onkiniemi, perto de Tampere em 20 maio de 1872. Seu pai era Wilhelm Lönn, um cervejeiro local, e sua mãe Mathilda Siren. Após graduar-se na Escola Industrial de Tampere transladou-se  a Helsínquia. Entre 1893 e 1896 estudou arquitetura na Universidade de Tecnologia de Helsínquia. Durante este período,  ganhou o primeiro prémio em várias competições arquitetónicas. Durante sua vida desenvolveu uma estreita amizade com Hanna Parviainen, com quem colaborou em muitas ocasiões.

## Trajectória
Sua graduação da universidade foi seguida pelo estabelecimento de seu escritório em arquitetónica, com o que foi a primeira mulher arquiteta que exerceu de forma independente na Finlândia.
Na década de 1890 ganhou o primeiro prémio em vários concursos arquitetónicos. A utilização de pseudónimos foi o que lhe permitiu a Lönn ser avaliada em iguais condições, já que tanto as mulheres como os maestros de obra estavam claramente à margem da profissão. Dos sete concursos que ganhou, seis foram apresentados de maneira individual.
Em 1904 ganhou o primeiro prémio arquitetónico num concurso da Escola de Economia de Tampere. De 1909 a 1913 Wivi Lönn e Armas Lindgren desenharam e construíram o Teatro da Estónia em estilo Art nouveau, e o Uusi Ylioppilastalo. Em 1913 muda-se a Jyväskylä, onde desenvolve vários projetos arquitetónicos, entre eles uma escola, uma fábrica e muitos outros edifícios.
Na década de 1910 desenhou a mansão em Jyväskylä de Alvar Aalto, famoso arquiteto finlandês. O projeto foi finalizado em 1915. Nos anos vinte cooperou com Hanna Parviainen em muitos projetos arquitetónicos na área de Jyväskylä, tais como escolas infantis, hospitais, uma igreja e uma biblioteca. Ao próprio tempo desenhou e construiu a sede da associação cristã de YWCA em Helsínquia.
O último trabalho de Wivi Lönn foi o observatório Tähtelä em Sodankylä. O observatório anterior, construído em 1913, tinha sido destruído durante a Segunda Guerra Mundial. Lönn desenhou os novos edifícios entre 1944 e 1945, e o complexo inaugurou-se em setembro de 1950.
Em 1942 funda, junto a outras colegas como Elsi Borg, a Associação Oficial de Mulheres Arquitetas da Finlândia, que ainda hoje segue ativa ainda que pouco visível.
Wivi Lönn faleceu em Helsínquia em 27 de dezembro de 1966.

## Edifícios notáveis
- Uusi Ylioppilastalo, 1910
- Korporatsioon Sakala, 1911
- Teatro de Estónia, 1913
- Observatório Geofísico de Sodankylä, 1945

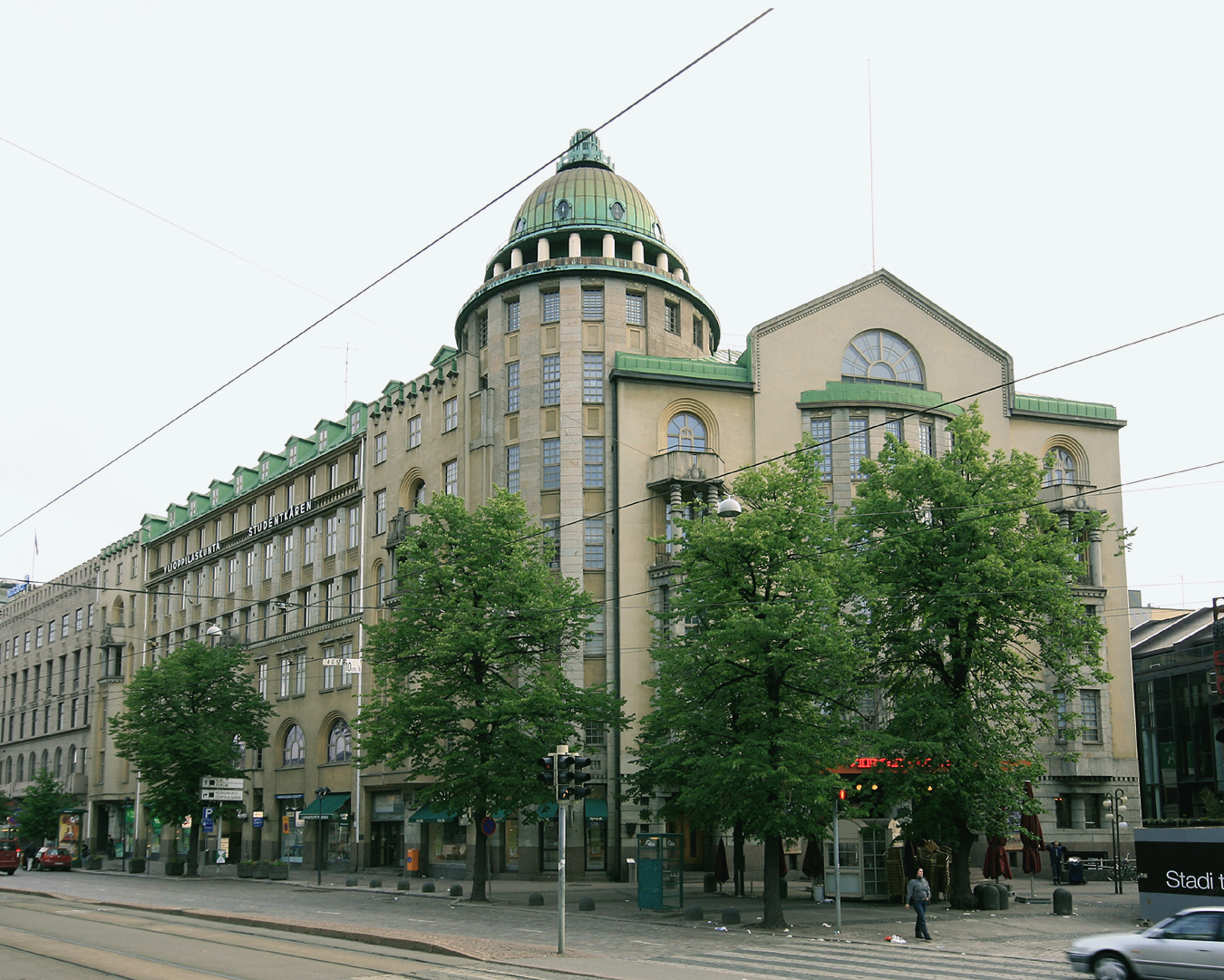
Uusi Ylioppilastalo
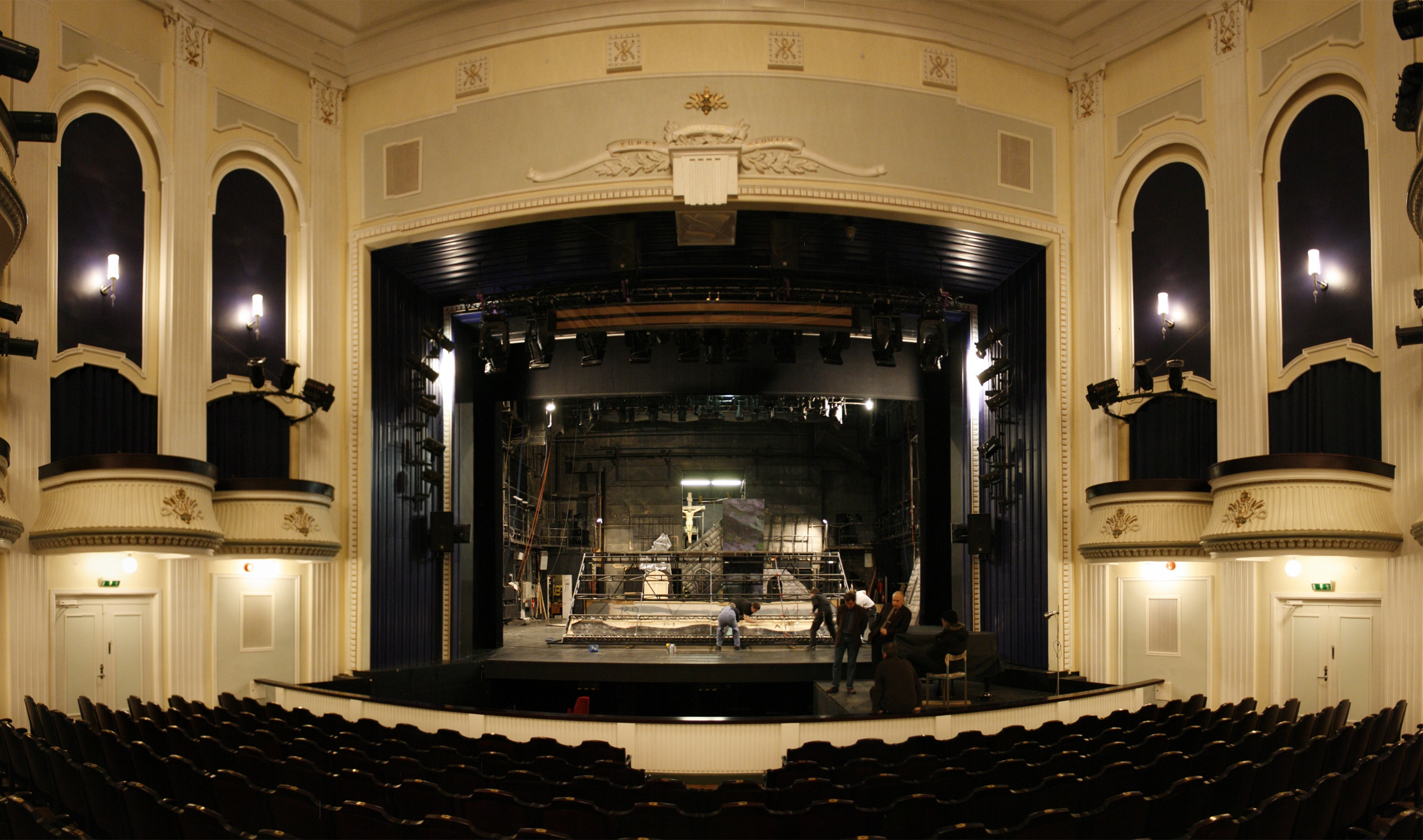
Teatro de Estónia
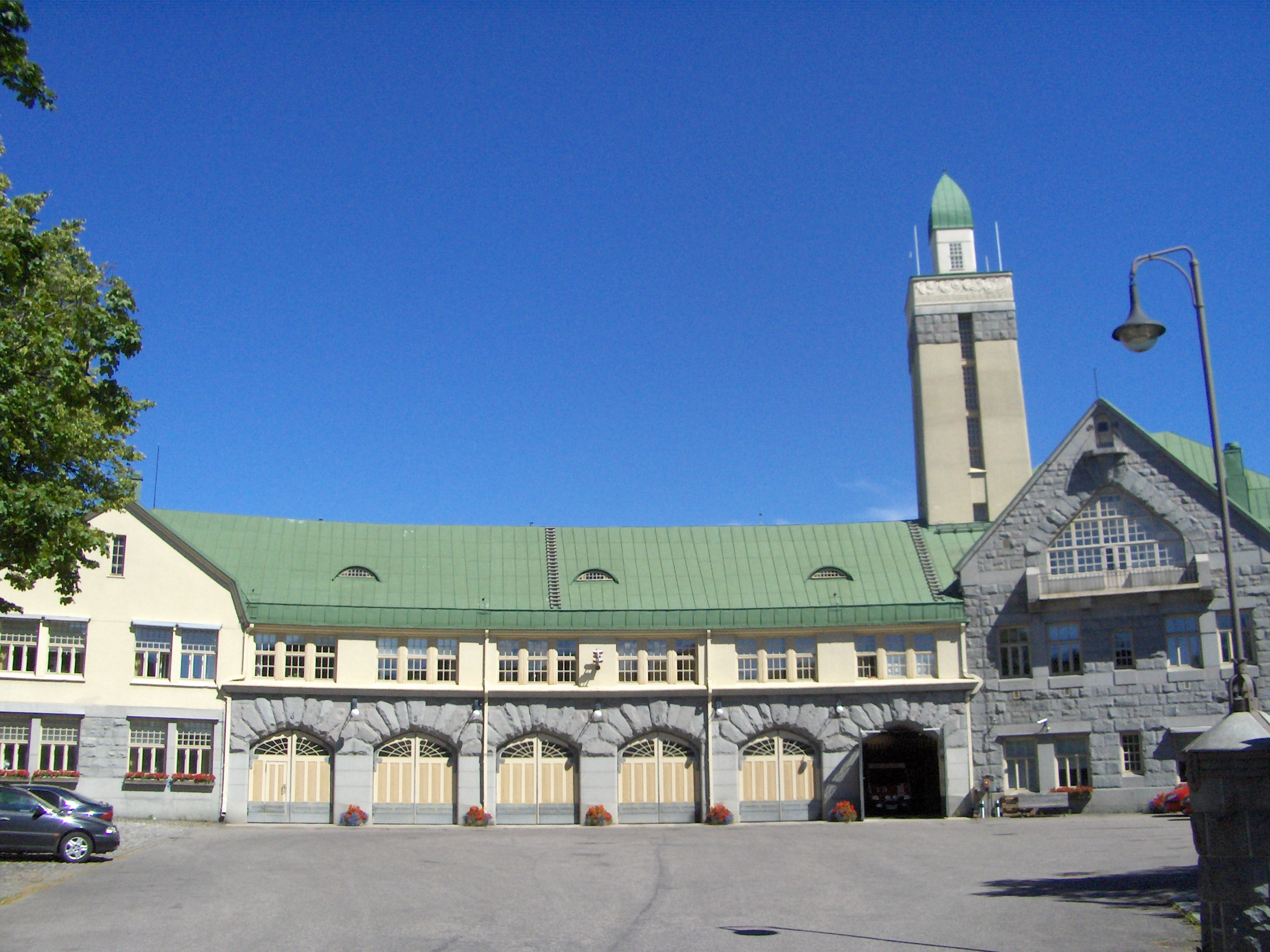
Quartel de bombeiros de Tampere
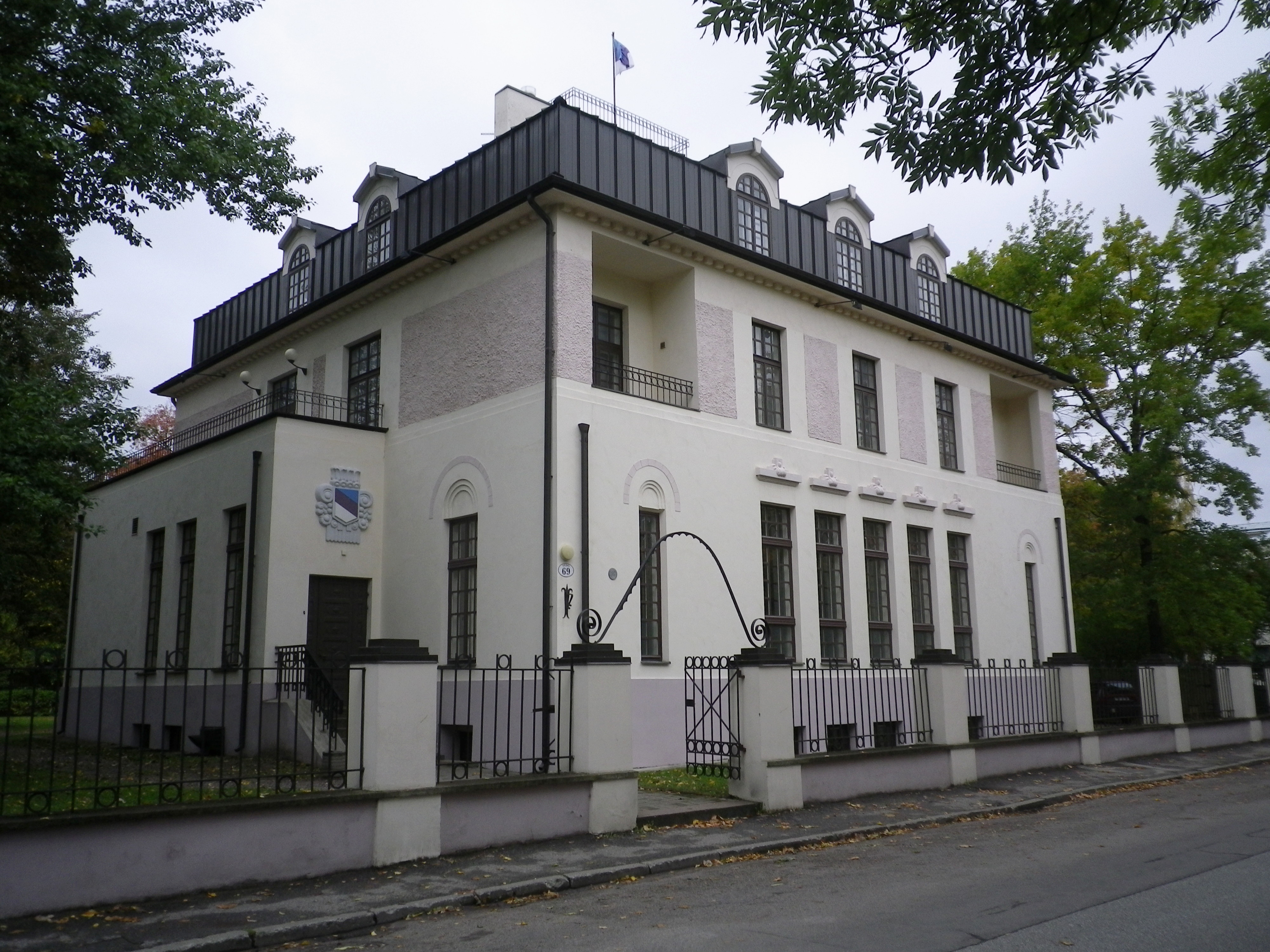
Korporatsioon Sakala

## Reconhecimentos
Em 1956 foi a primeira mulher à que se outorgou o título honorário de "Professor" pela Associação Finlandesa de Arquitetos.